# Мыс Наблюдений (Магаданская область)
Мыс Наблюде́ний — мыс на северо-востоке Охотского моря в Пенжинской губе залива Шелихова.

## Топоним
Назван так потому, что здесь в 1915 году Гидрографическая экспедиция Восточного океана определила астрономический пункт.

## География
Расположен на северо-востоке полуострова Тайгонос, омывается юго-западной частью Пенжинской губы. Находится между устьями рек Хылвылчун на севере и Уттывэем на юге. Западнее мыса — безымянная вершина высотой 660 метров.
Средняя величина прилива у мыса — 7 метров, наибольшая глубина у берега — 36 метров.